# Ul'ma
La Ul'ma (in russo Ульма?) è un fiume dell'Estremo oriente russo, affluente sinistro della Selemdža (bacino idrografico dell'Amur). Scorre nel Mazanovskij rajon dell'Oblast' dell'Amur.
Il fiume è formato dalla confluenza dei fiumi Bordak (o Levaja Ul'ma) e Pravaja Ul'ma sulle pendici occidentali dei monti Turana, ad un'altitudine di circa 480 metri sul livello del mare. Nella parte superiore e centrale del fiume si trova la Riserva naturale Ul'minskij (Ульминский заказник), creata nel 1981. 
Il fiume è lungo 346 km e il suo bacino misura 5 550 km². Sfocia nella Selemdža a 48 km dalla foce, a sud-ovest del villaggio di Uglovoe.

## Storia
Le ceramiche trovate nel sito Ust-Ulma-1 della cultura Selemdžin sono datate, mediante analisi al radiocarbonio, nell'intervallo 8 900 - 12 590 anni fa.